# Saeculum obscurum
Saeculum obscurum (lateinisch dunkles Jahrhundert) bezeichnet den Zeitraum der Papstgeschichte beginnend vom Mord an Papst Johannes VIII. im Jahr 882 bis zur Absetzung dreier konkurrierender Päpste 1046. Es handelt sich um einen Zeitraum von 164 Jahren, in dem das Papsttum eine tiefe Krise durchlebte. Der Begriff wurde von Cesare Baronio (1538–1607) geprägt.

## Verlauf

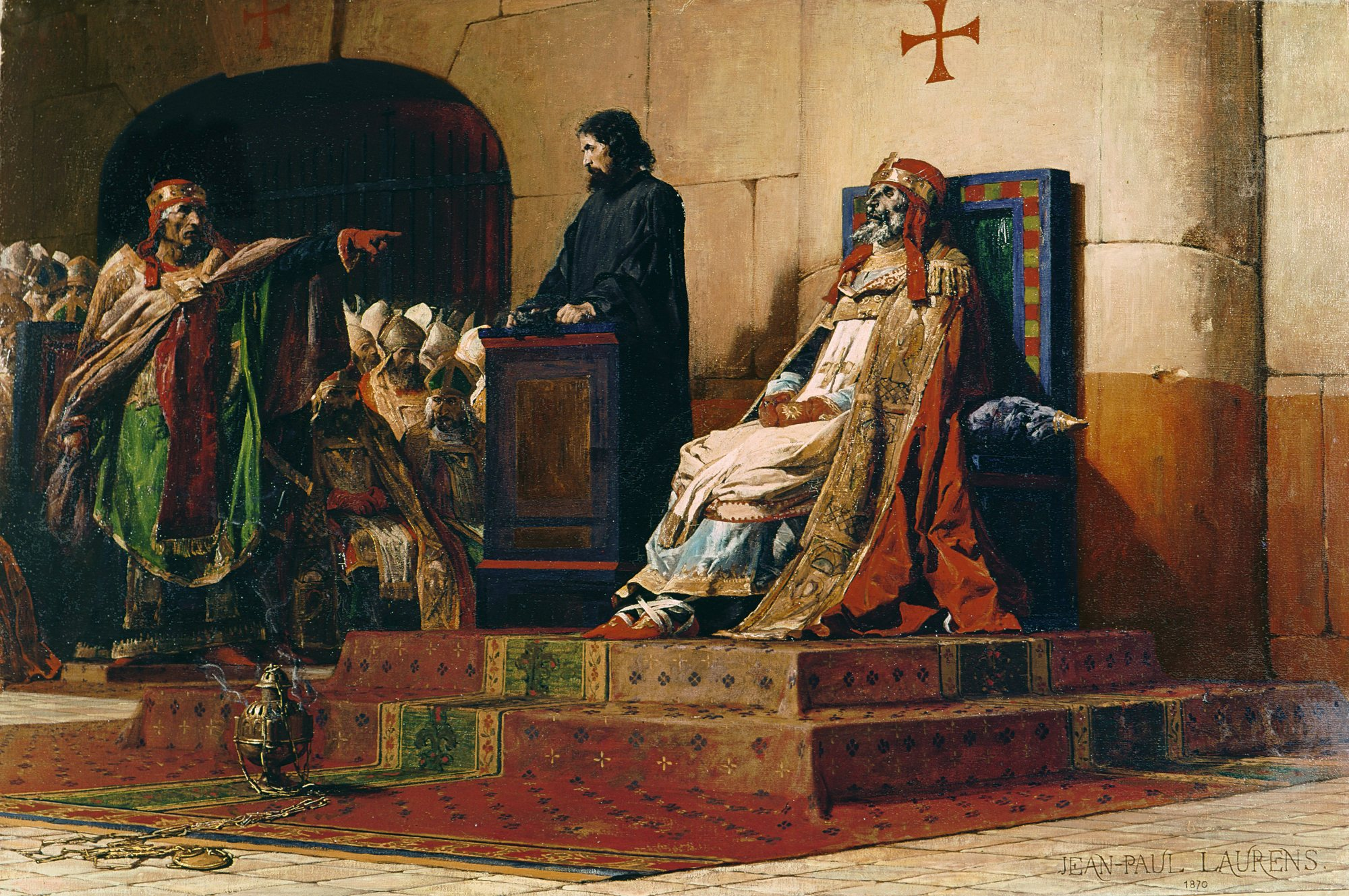
Papst Stephan VI. klagt die Leiche seines Vorgängers Formosus in einem Schauprozess an („Leichensynode“ von 897). Gemälde von Jean Paul Laurens, 1870 (Musée des Beaux-Arts de Nantes)

Am Ende des 9. Jahrhunderts verloren die Karolinger als Schutzmacht des Papstes an Einfluss, da sie weder das Westfrankenreich noch das Mittel- und Ostfrankenreich gegen die Einfälle der Wikinger, Sarazenen und schließlich die Ungarneinfälle verteidigen konnten. Rom und der noch kleine Kirchenstaat wurden weitestgehend bedeutungslos, während sich das Heilige Römische Reich, nun unter den Liudolfingern (Ottonen) Heinrich I. und Otto I. (dem Großen), erst neu konsolidieren musste. Inzwischen rivalisierten um die erste Jahrtausendwende verschiedene „skrupellose“ römische Adelsfamilien samt ihren Anhängern um Macht, Reichtum und vor allem um den Stuhl Petri (allen voran die Tuskulaner und die Crescentier), weshalb von den 45 Päpsten in dieser Zeit ein Drittel ihres Amtes enthoben wurde; ein weiteres Drittel endete im Kerker, im Exil oder wurde ermordet. Die Päpste wurden jedoch nicht nur durch ihre Verwicklung in schwere Verbrechen dem moralischen Anspruch ihres Amtes nicht gerecht, sie erregten die Öffentlichkeit auch durch einen ausschweifenden Lebensstil. Dies brachte der Epoche bisweilen auch Bezeichnungen wie „Weiber- und Hurenregiment“ oder „Zeitalter der Pornokratie“ ein.
In ihren Fehden verschanzten sich die Clans in zahlreichen, auf antiken Monumenten aufgetürmten Burgen, die Päpste selbst in der Engelsburg (dem Mausoleum Hadrians), die Adligen im Kolosseum, im Circus Maximus, im Septizodium, im Marcellustheater, im Chartularium (Staatsarchiv der römischen Kaiser), im Augustusmausoleum, im Grabmal der Caecilia Metella usw. Das jahrhundertelange Ringen dieser Clans um die Macht im Kirchenstaat förderte den Nepotismus am Heiligen Stuhl. Die Kenntnis über das „sittenlose“ Leben Papst Johannes XII. (955–964) hielt Otto den Großen jedoch nicht davon ab, sich von ihm die Kaiserwürde übertragen zu lassen. Im Gegenzug bestätigte der neue Kaiser dem Papst die Pippinische Schenkung. Fortan veränderte sich auch das Verhältnis zwischen geistlicher und weltlicher Herrschaft. Bischöfe wurden hin und wieder von Kaiser und Königen mit Ring und Stab in ihr kirchliches Amt eingesetzt (Investitur). Die Simonie wurde gängige Praxis beim Erwerb kirchlicher Ämter. Die wachsende Opposition gegen diese Praktiken der ottonischen und später salischen Reichskirche konnte sich jedoch erst im Investiturstreit Ende des 11. und zu Beginn des 12. Jahrhunderts durchsetzen. Kaiser Otto III. scheiterte bei seinen beiden Italienzügen 996 und 997–999 an den chaotischen Zuständen in Rom.

## Einzelnachweis
1. ↑  H. Rössler et al.: Sachwörterbuch zur deutschen Geschichte, 1958, Artikel Papsttum